# Henry Woods

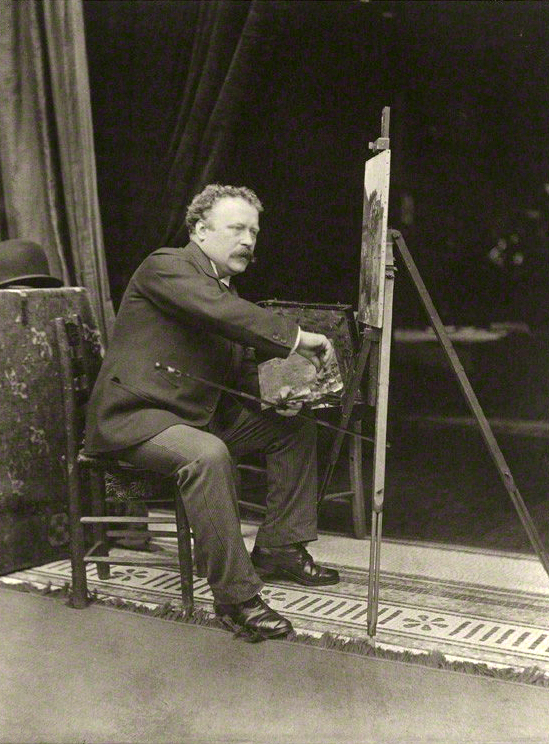
Herny Woods

Henry Woods (22 de abril de 1846-27 de octubre de 1921) fue un pintor e ilustrador inglés, y uno de los principales artistas escolares Neo-venecianos, académico de la Real Academia de Artes.

## Primeros años
Henry Bosque tuvo una familia de clase media en Warrington. Su padre, William, era un prestador y por un tiempo fue concejal de ciudad; su madre, Fanny, manejaba una tienda. Es el mayor de nueve hermanos.
Woods estudió en la Escuela Warrington donde recibió una medalla de bronce del Departamento de Ciencia y Arte, y una beca para estudiar en Royal College of Art. Se mudó a Londres en 1865 con su estudiante de arte y amigo Luke Fildes: "los dos se volvieron el mejor amigo del otro al igual que confidente artístico de por vida." En 1869 Woods y Fildes se volvieron ilustradores para el diario The Graphic, estableciendo vínculos con los artistas John Everett Millais, Hubert von Herkomer y Frank Holl. El mismo año, Woods empezó a hacer exposiciones de Real Academia – su estilo influido por Carl van Haanen y Eugene de Blaas – y continuó haciéndolo hasta su muerte en 1921.
En 1871 Woods y Luke Fildes vivían en Finsbury, Londres, y más tarde en la calle Rey Henry 22, Haverstock, donde cada quien tenía un estudio. Ambos eran parte de un grupo de artistas de paisajes que incluían a Marcus Stone y Charles Edward Perugini. En 1874 Woods se volvió el nuero de Fildes al casarse con su hermana, Fanny, también una artista.

## Venecia

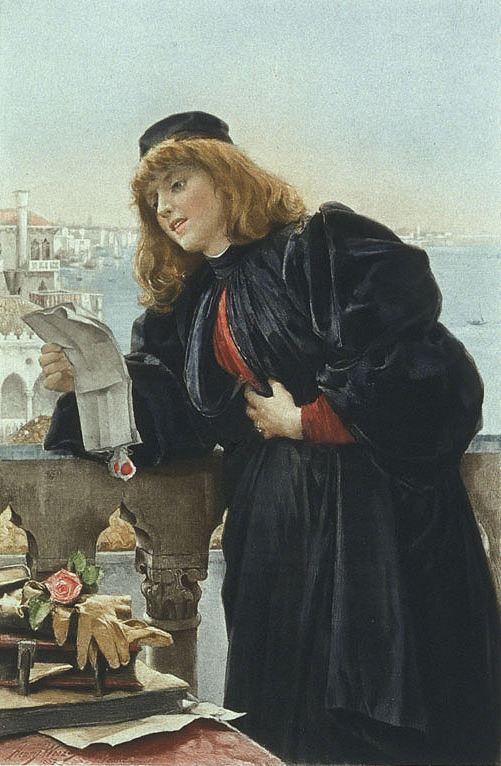
Portia por Henry Woods (1887)

La primera visita de Woods a Venice fue en 1876, y, a pesar de unos cuantos viajes a Inglaterra,  se quedó y trabajó allí de 1878 hasta el final de su vida, retratando la vida diaria de personas venecianas. Se volvió amigo de la colonia de artistas de Ludwig Passini, August von Pettenkofen, van Haanen, Eugene de Blaas, Wolkoff, Ruben y Thoren. Conoció a Whistler en 1879–80, presentándolo a Roussoff, y volviéndose amigo de Sargent. En el verano de 1880 visitó Inglaterra y aceptó una comisión en los Artists' Rifles –   había sido voluntario por algunos años – practicando maniobras en el Wimbledon Common, y haciendo guardia en banquetes de la Real Academia.
Fueron sus pinturas de Venecia de 1881, En el pie del Rialto y El Noviazgo del Gondolero que ayudaron su afiliación con la Real Academia en 1882; en 1893 se volvió miembro completo junto con Henry Moore y John MacWhirter. Antes de 1882 él tenía un estudio en el Casa Raffaelli, después obtuvo un estudio más grande que tiene vista sobre el Gran Canal de Venecia, cerca la iglesia de San Maurizio, mientras trabajaba en el pueblo de Serra Valle durante "el intenso calor del verano veneciano." Uno de los visitantes que tuvo en su estudio fue la Emperatriz Frederick, quién hablaba favorablemente de sus pinturas de Serra Valle. Durante los años de 1890–92 Woods escribió cartas desde Venecia para publicación en The Graphic.
En 1889 un trabajo que entregó a la Exposición Universal de París ganó una medalla de bronce.
Woods también era miembro de The Arts Club, y un miembro honorario del Accademia di Bella Arte.

## Muerte
Aparte de los dos años y medio antes de 1919, y de visitas ocasionales a Inglaterra para exhibir en la Real Academia, Woods permaneció en Venecia hasta el fin de su vida, al final en el Hotel Calcina Hotel cerca del Teatro Zattere. El 27 de octubre, por la mañana, Woods pintaba en el Palacio Ducal y regresó por góndola al Calcina para comer. El gondolero regresó más tarde y encontró a Woods muerto junto a su caballete. Su funeral se llevó a cabo en San Vio, la Iglesia inglesa, después fue enterrado en el cementerio protestante.

## Colecciones
Los trabajos de Henry Bosque se encuentran en colecciones privadas y públicas, incluyendo aquellos en la Galería de Arte de Nueva Gales del Sur, Sídney, el Fondo de arte del Gobierno, Londres, Biblioteca Pública de Nueva York, la Real Academia de Arte, Tate Britain, Museos de Tyne y Wear, Newcastle, y la Galería de Arte Walker, Liverpool.